# Humiliés et Offensés
Humiliés et Offensés (en russe : Униженные и оскорбленные) est un roman de l'écrivain russe Fiodor Dostoïevski (publié en 1861 dans Le Temps) dont c'est la première œuvre d'importance. Comportant une part autobiographique certaine, ce livre relate l'histoire d'Ivan Petrovitch (Vania), romancier phtisique et solitaire, qui aime désespérément Natacha, la fille de l'homme qui l'a élevé, laquelle en aime un autre, le fils du prince Valkovski. La conception du monde de Dostoïevski s'y exprime clairement pour la première fois : il est possible de croire en la bonté de l'homme ; notre salut est entre nos mains. Le succès ne fut pas au rendez-vous tant auprès de la critique qu'auprès des amis de l'écrivain.

## Personnages
- Ivan Petrovitch, (Иван Петрович) parfois aussi appelé Vania, est le narrateur et le personnage principal du roman.
- Nathalia Nikolaïevna, (Наталья Николаевна) appelée aussi Natacha, fille unique des Ikméniev, maîtresse d'Alexeï Petrovitch.
- Alexeï Petrovitch, (Алексей Петрович) ou Aliocha, fils du prince Piotr Alexandrovitch Valkovski.
- Piotr Alexandrovitch Valkovski, (Петр Александрович Валковский) grand propriétaire foncier, père d'Alexeï et amant de la comtesse Zinaïda Fiodorovna.
- Nikolaï Serguéitch Ikhméniev, (Николай Сергеич Ихменев) mari d'Anna Andréievna, père de Nathalia, ancien intendant de Piotr Alexandrovitch.
- Anna Andréievna, (Анна Андреевна) femme de Nikolaï Serguéitch Ikhméniev, mère de Nathalia.
- Elena, (Елена) ou Nelly, petite fille de Smith, recueillie par Ivan Petrovitch.
- Katerina Fiodorovna, (Катерина Федоровна) Katia, riche héritière, fiancée choisie par Piotr Alexandovitch pour son fils Alexeï.
- Philippe Philippytch Masloboïev, (Филипп Филиппыч Маслобоев) ancien camarade d'Ivan Petrovitch.
- Alexandra Sémionovna, (Александра Семеновна) compagne de Philippe Philippytch Masloboïev.
- Smith, (Смит) ancien industriel d'origine anglaise, tombé dans la misère.

## Éditions françaises
- Humiliés et offensés, Plon, Paris, 1884, traduit par Ed. Humbert[2].
- Humiliés et offensés, Le Livre de poche, Éditions Gallimard, 1953, traduit par Sylvie Luneau
- Humiliés et offensés, Arles, Actes Sud, 2000, coll. "Babel", traduit par André Markowicz,  (ISBN 2 7427 2884 8)

## Adaptation au cinéma
- 1991 : Humiliés et offensés d'Andreï Andreïevitch Echpaï, avec Nastassja Kinski et Nikita Mikhalkov[3]